# Касина Рицарди
Касѝна Рица̀рди (на италиански: Cassina Rizzardi; на ломбардски: Cassina, Касина) е малко градче и община в Северна Италия, провинция Комо, регион Ломбардия. Разположено е на 317 m надморска височина. Населението на общината е 3351 души (към 2017 г.).